# Departamento Independencia (La Rioja)
Para otras divisiones administrativas con denominación similar, véase Independencia:ciudades y divisiones administrativas.

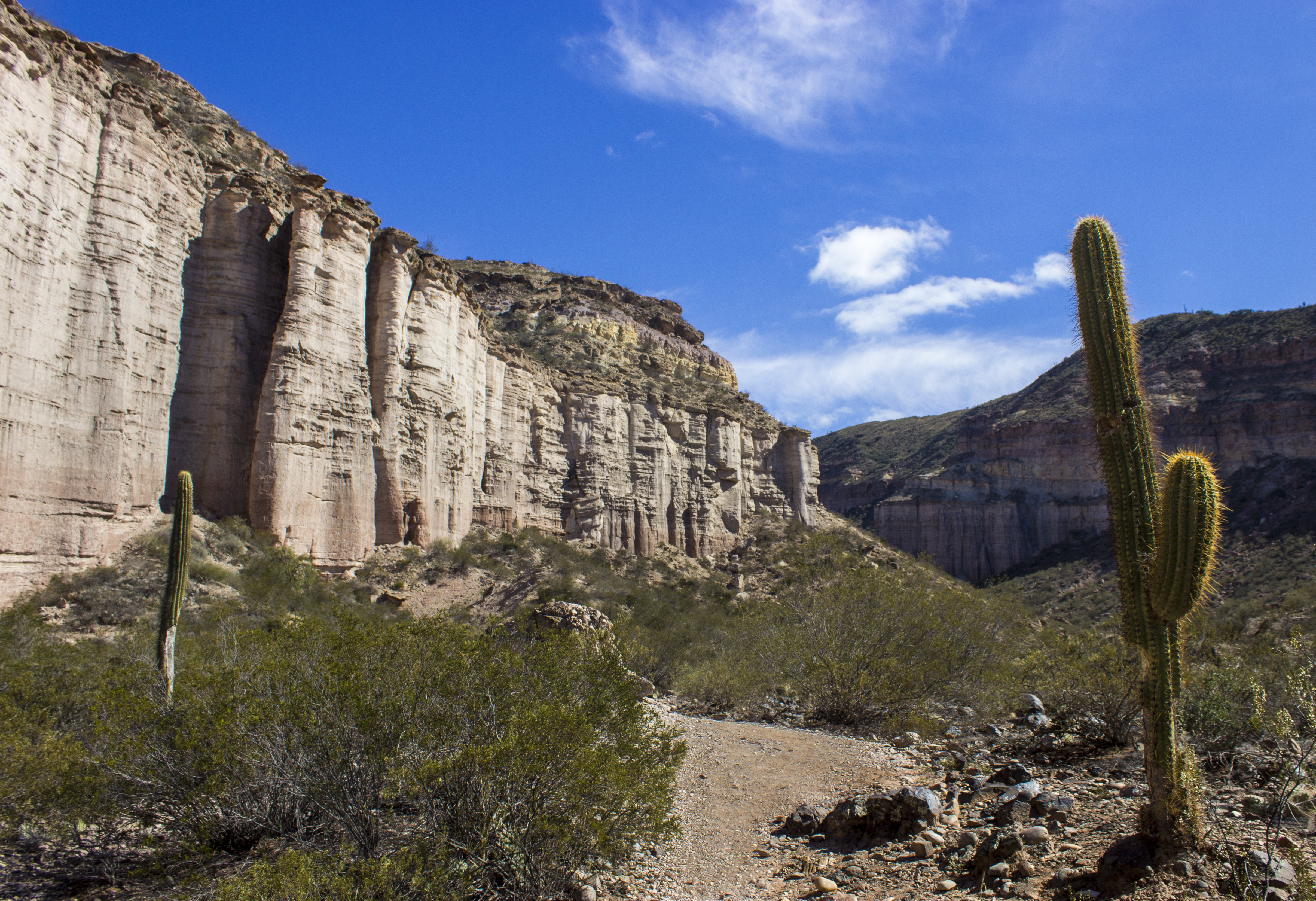
Parque provincial El Chiflón, Departamento Independencia, La Rioja.

Independencia es uno de los 18 departamentos en los que se divide la provincia de La Rioja, Argentina.

## Historia
El departamento fue creado por la ley 108 del 28 de septiembre de 1864 (160 años), norma que también fijó como localidad cabecera a Patquía.

## Superficie y límites
El departamento posee 7.120 km² y limita al norte con los departamentos Capital, Chilecito y Coronel Felipe Varela, al este con el departamento Ángel Vicente Peñaloza, al oeste con la provincia de San Juan y al sur con el departamento Facundo Quiroga.

## Población
Para el censo 2022 el departamento registró 2401 habitantes. Esto representó una baja en la cantidad de personas del -1,1%.Estos datos situaron al departamento como el que segundo menos poblado, segundo menos denso y el tercero que más decreció de la provincia.
La evolución de la población del departamento Independencia muestra leves variaciones a lo largo de las décadas.
| Gráfica de evolución demográfica de Departamento Independencia (La Rioja) entre 1960 y 2022 |
|                                                                                             |
| Fuente: Censos Nacionales de Población, Hogares y Viviendas.                                |

Un elemento significativo resulta el crecimiento de las últimas décadas de la población en la localidad cabecera del departamento.
|                                                     | 1960  | 1970  | 1980  | 1991  | 2001  | 2010  | 2022 |
| --------------------------------------------------- | ----- | ----- | ----- | ----- | ----- | ----- | ---- |
| Total del Departamento                              | 1909  | 2007  | 1876  | 2174  | 2405  | 2427  | 2041 |
| Patquía (Cabecera)                                  | 839   | 915   | 920   | 1303  | 1593  | 1808  |      |
| Índice de población en la localidad cabecera (en %) | 43.94 | 45.59 | 49.04 | 59.93 | 66.23 | 74.49 |      |

## Localidades

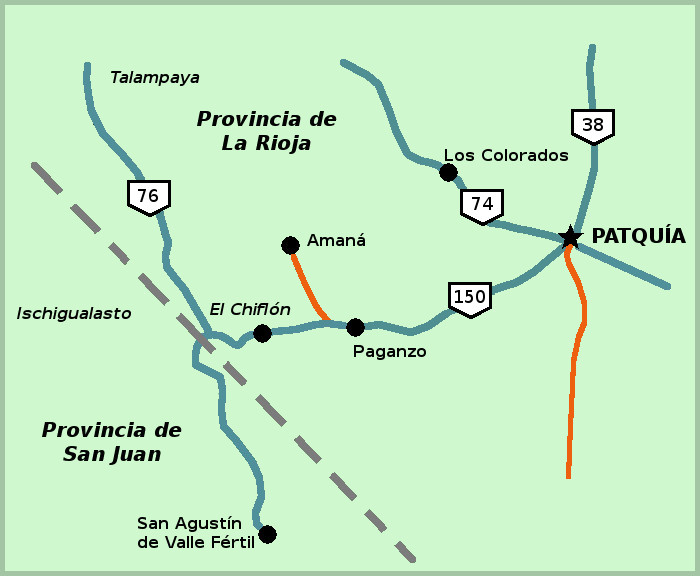
Patquía y localidades cercanas.

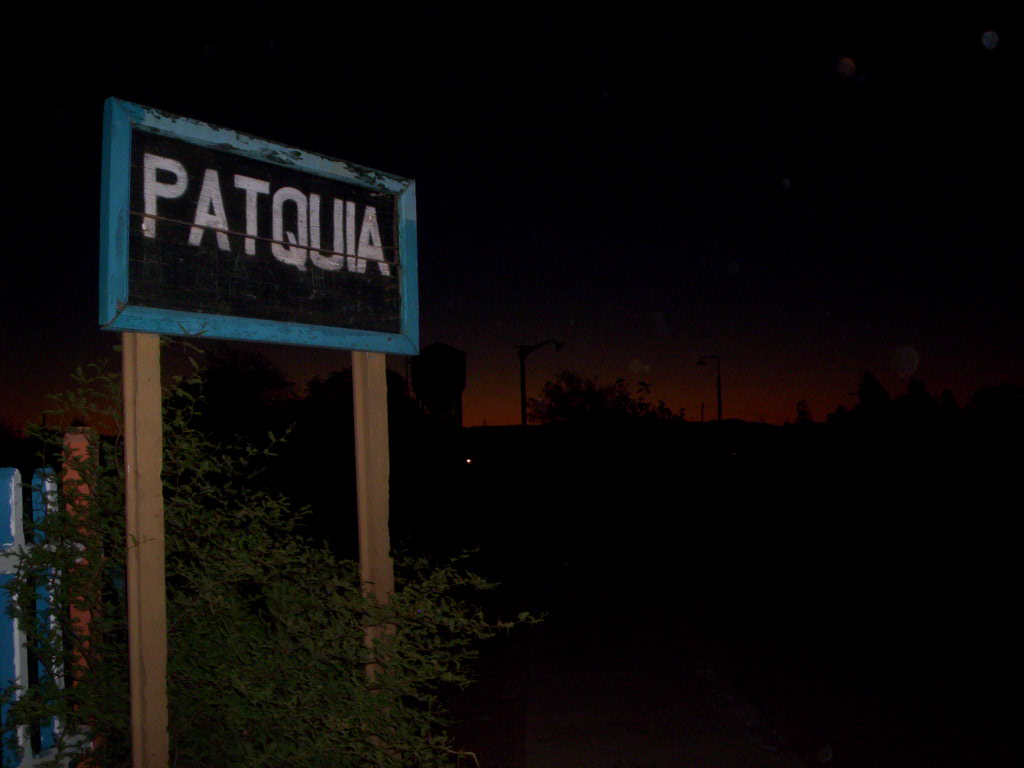
Estación Patquía del FFCC Belgrano.

- Amaná
- Los Colorados
- Paganzo
- Patquía
- Patquía Viejo

## Sitios de interés
La promoción de los servicios vinculados al turismo es incipiente, si bien el departamento Independencia posee cierto potencial para el desarrollo de estas actividades, dadas su ubicación como nodo de rutas y la presencia de algunos puntos de interés, entre ellos el Parque Provincial El Chiflón, mucho más pequeño pero de similares características a los cercanos parques Ischigualasto y Talampaya.

- Formación Los Colorados y petroglifos
- Parque provincial El Chiflón. Geoformas, morteros indígenas y pucará
- La Datilera de Guayapa
- Paraje Los Colorados
- Paraje Amaná
- La “Cueva del Chacho”
- Estación de ferrocarril Patquía

## Sismicidad

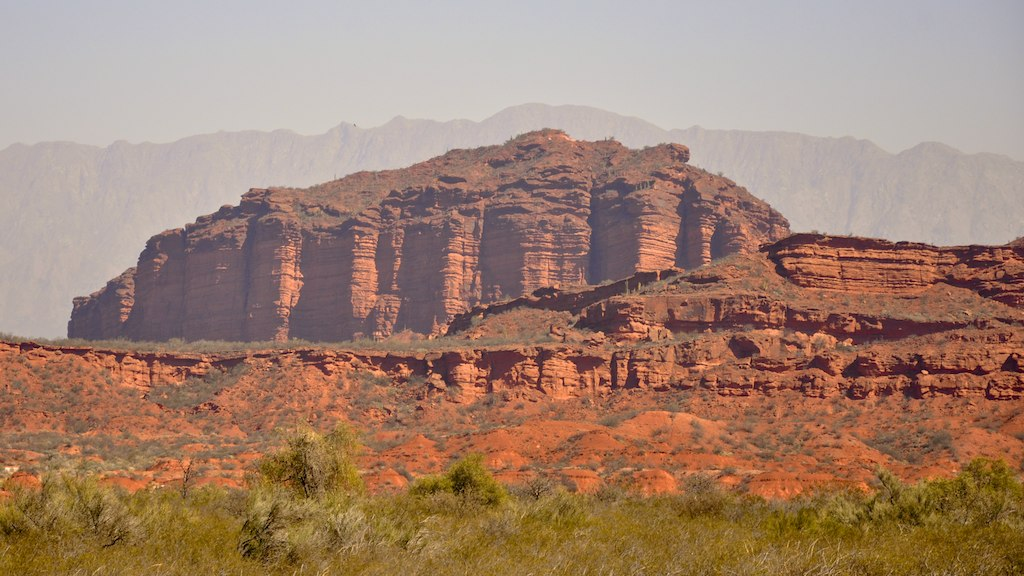
Los Colorados, Departamento Independencia, La Rioja.

La sismicidad de la región de La Rioja es frecuente y de intensidad baja, y un silencio sísmico de terremotos medios a graves cada 30 años en áreas aleatorias. Sus últimas expresiones se produjeron:
- 12 de abril de 1899 (126 años), a las 16.10 UTC-3 con 6,4 Richter; como en toda localidad sísmica, aún con un silencio sísmico corto, se olvida la historia de otros movimientos sísmicos regionales (terremoto de La Rioja de 1899)
- 24 de octubre de 1957 (67 años), a las 22.07 UTC-3 con 6,0 Richter (terremoto de Villa Castelli de 1957): además de la gravedad física del fenómeno se unió el olvido de la población a estos eventos recurrentes
- 28 de mayo de 2002 (22 años), a las 0.03 UTC-3, con 6,0 escala Richter (terremoto de La Rioja de 2002)[7]

## Galería de imágenes

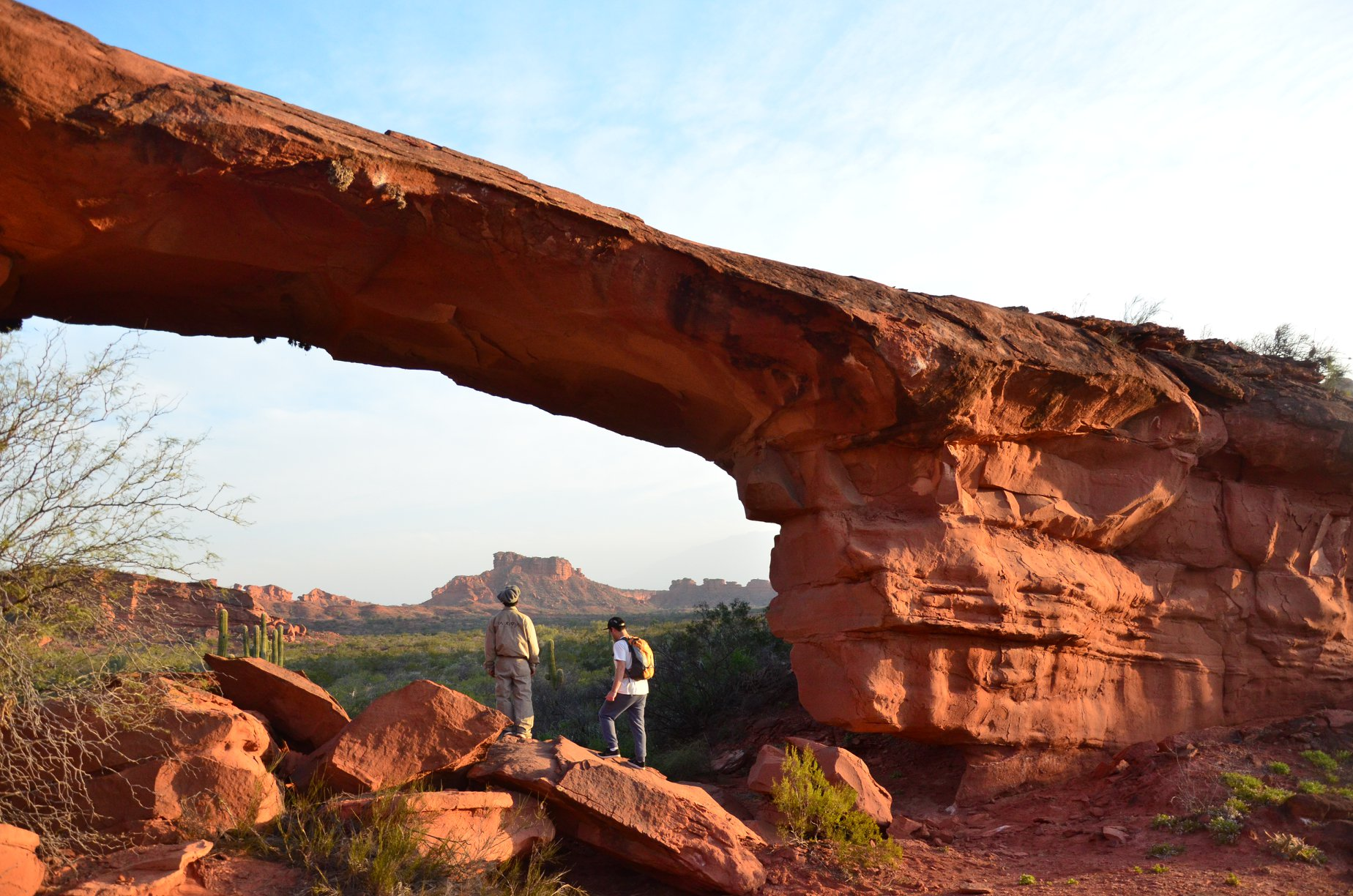
Vista a la Reserva Provincial Los Colorados
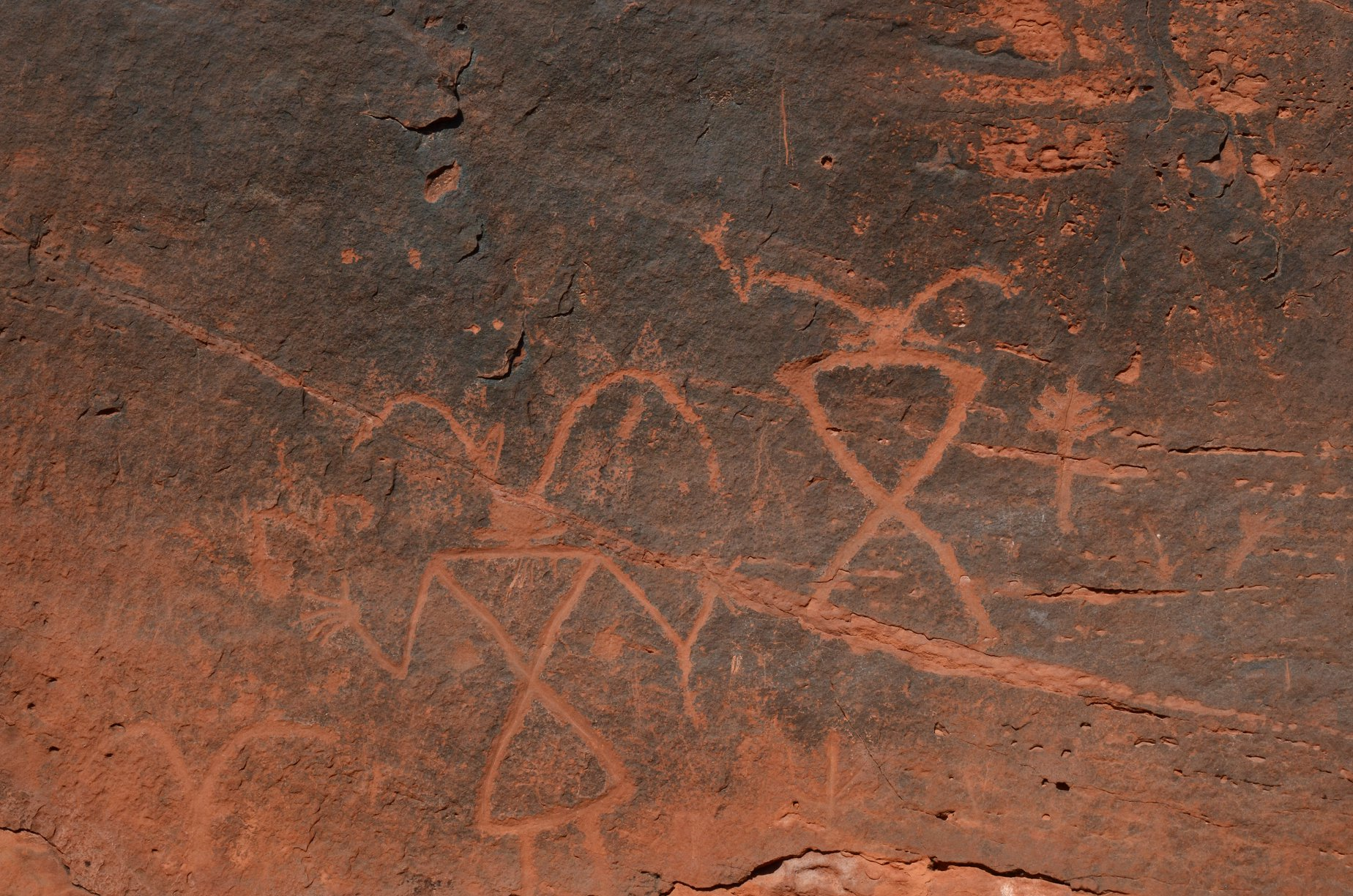
Representaciones rupestres en Los Colorados
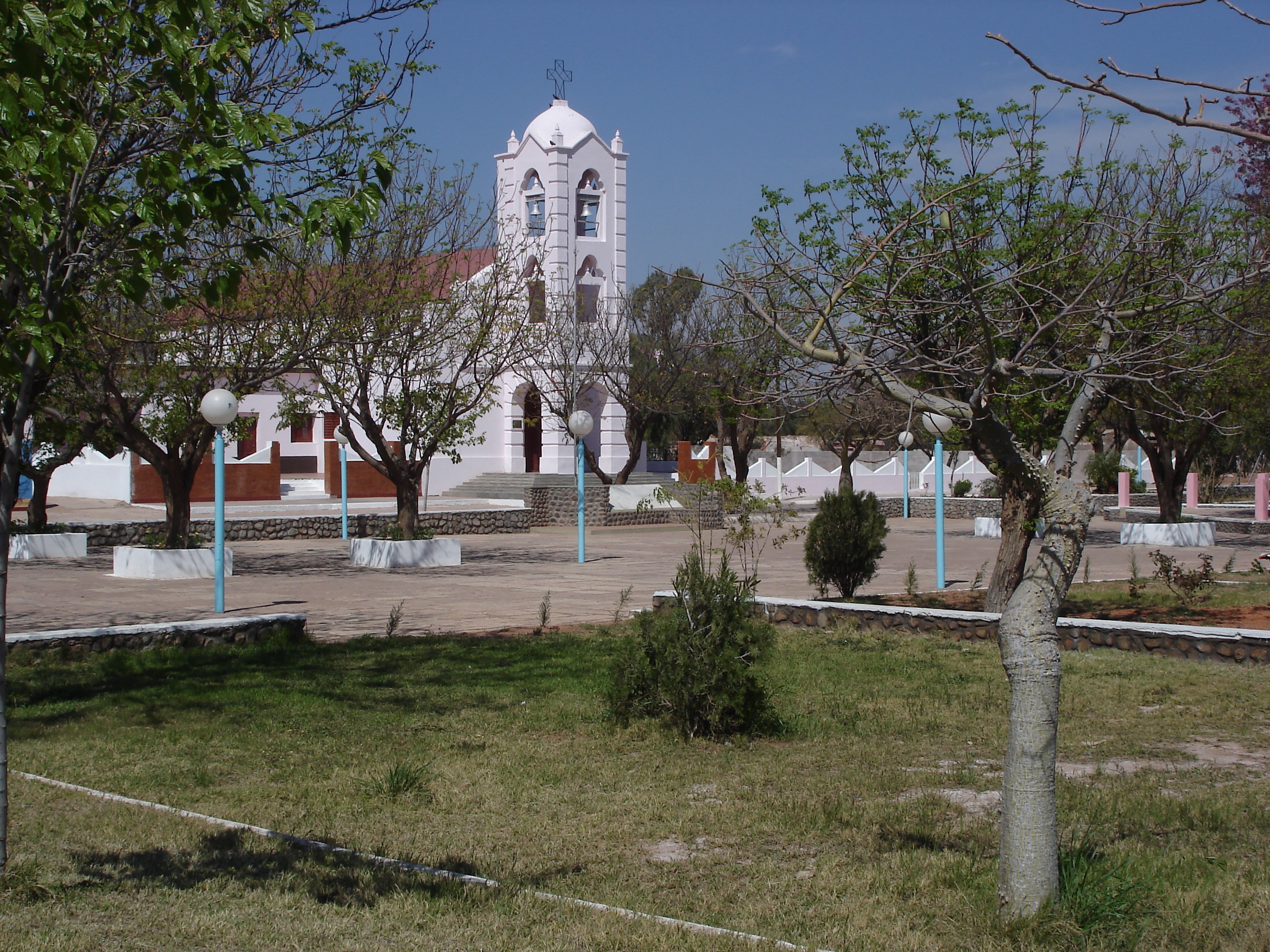
Vista a Iglesia de la localidad de Patquía
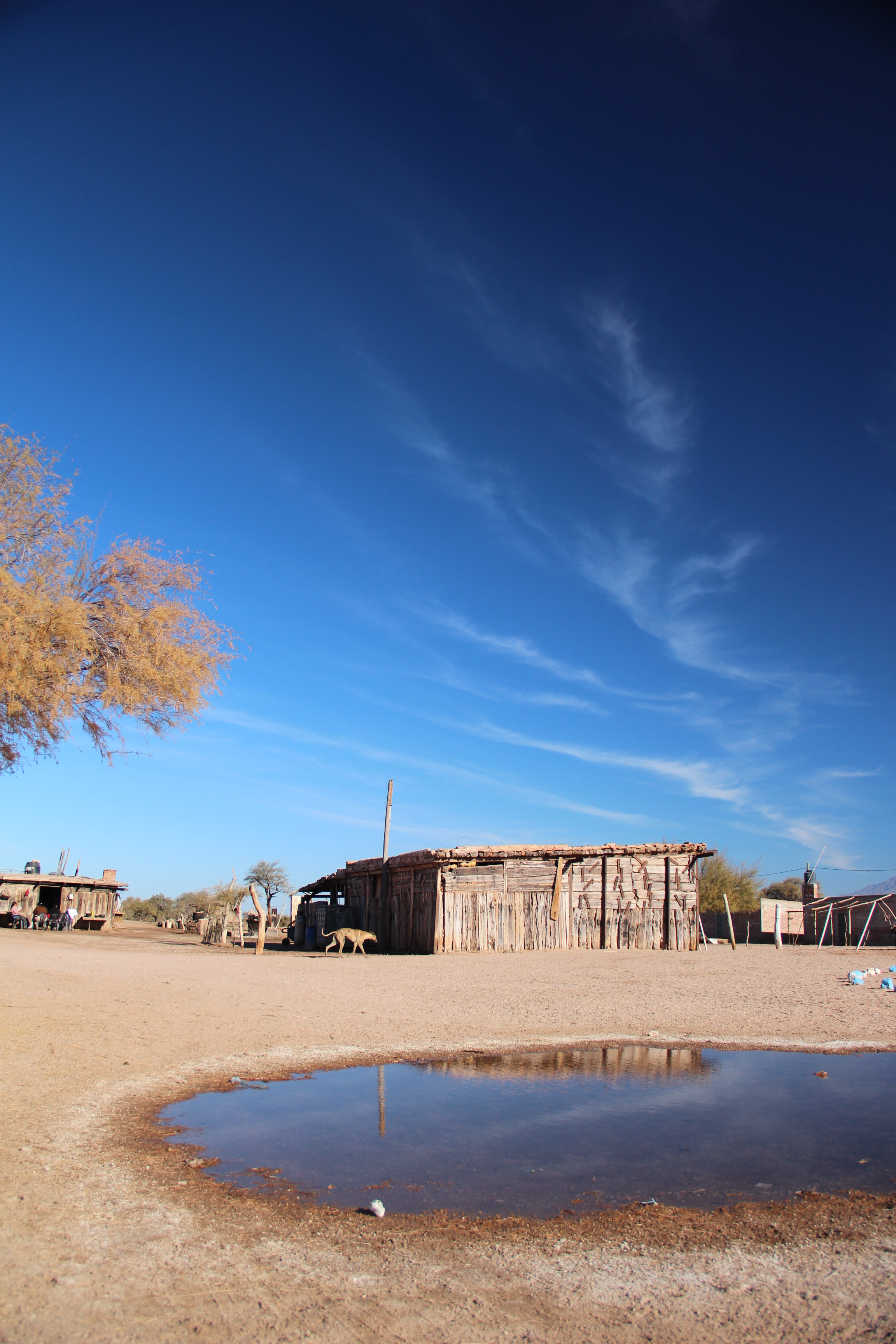
Vista a hogar de la localidad de Patquía
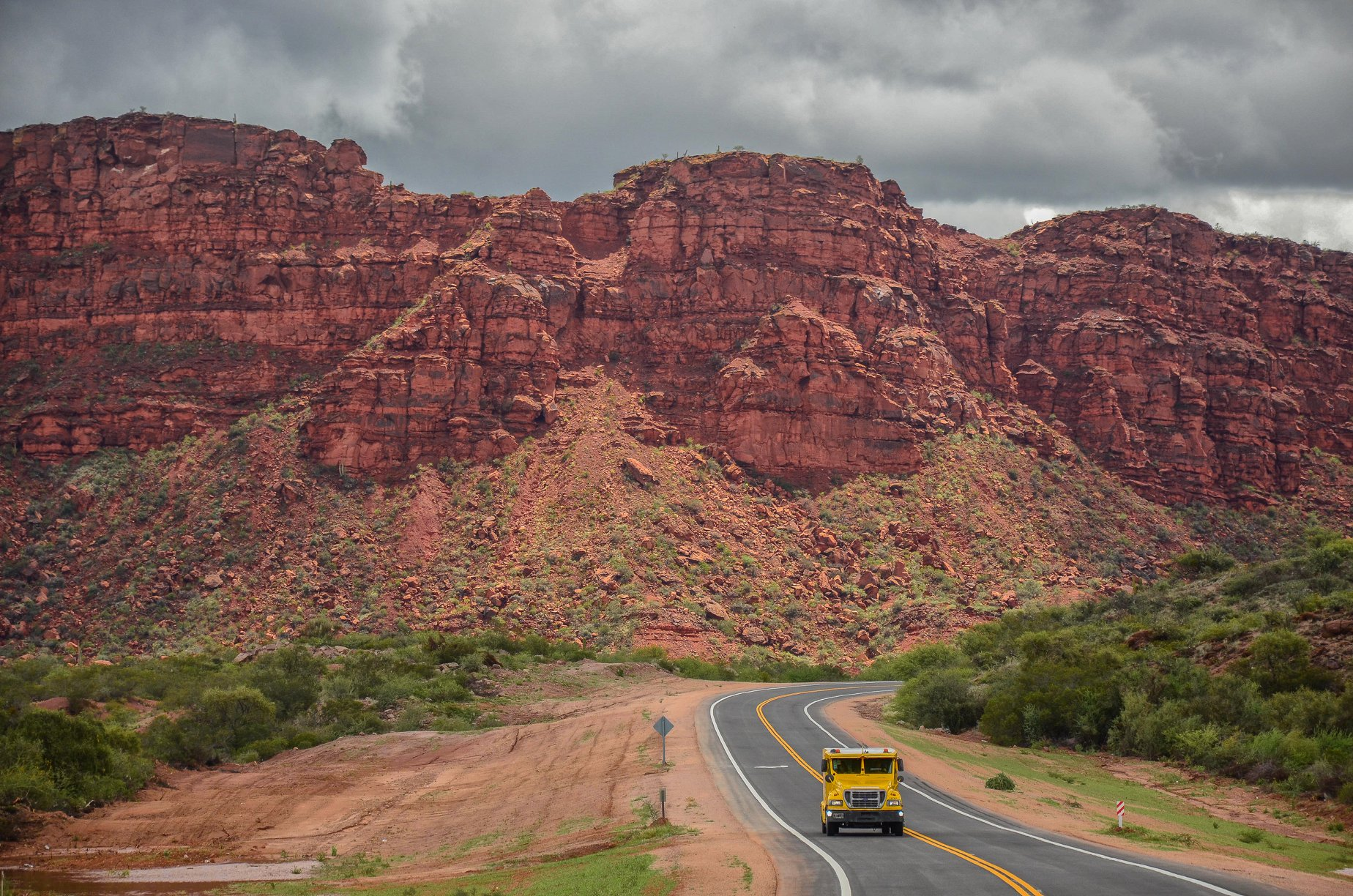
Vista panorámica de la Reserva Provincial Los Colorados